# Spezzano Piccolo
Spezzano Piccolo es una localidad italiana de la provincia de Cosenza, región de Calabria, con 2.169 habitantes.

## Evolución demográfica
| Gráfica de evolución demográfica de Spezzano Piccolo entre 1861 y 2001 |
|                                                                        |
| Fuente ISTAT - Elaboración gráfica por parte de Wikipedia              |